# (392741) 2012 SQ31
2012 أس كيو 31 (ويعرف أيضًا باسم (392741) 2012 أس كيو 31 وفق تسمية الكوكب الصغير) (بالإنجليزية: 2012 SQ31)‏ هو كويكب ضمن حزام الكويكبات؛ وترتيبه 392741 من حيث الاكتشاف.
اكتُشف هذا الجُرم الفلكي بواسطة مرصد كرو تولولو في 27 ديسمبر 2009.

## وصلات خارجية
- (392741) 2012 SQ31 في قاعدة بيانات مختبر الدفع النفاث لأجرام النظام الشمسي الصغيرة

- الاكتشاف · مخطط المدار ·  العناصر المدارية · المعلمات المادية

- (392741) 2012 SQ31 على موقع ويكي سكاي: DSS2, SDSS, GALEX, IRAS, Hydrogen α, X-Ray, Astrophoto, Sky Map, Articles and images